# Amantes de Hasanlu

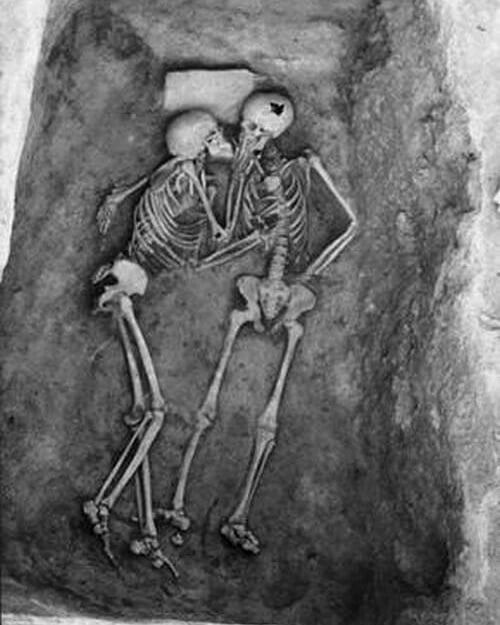
Amantes de Hasanlu

Los amantes de Hasanlu son los restos humanos de dos personas encontrados en el yacimiento arqueológico de Teppe Hasanlu, situado en el valle de Solduz, en la provincia iraní de Azerbaiyán Occidental, en 1972 por un equipo de la Universidad de Pensilvania dirigido por Robert H. Dyson. Los esqueletos han sido objeto de debate desde que se excavaron por primera vez. Se expusieron en el Museo de Pensilvania desde 1974 hasta mediados de los años ochenta.
Los dos esqueletos humanos se encontraron juntos en un contenedor durante las excavaciones, aparentemente abrazados en el momento de la muerte. En total se encontraron unos 246 esqueletos en el yacimiento.
El esqueleto de la derecha (denominado SK 335) está tumbado de espaldas. Las pruebas dentales sugieren que SK 335 era un adulto joven, posiblemente de entre 19 y 22 años. Los investigadores identificaron el esqueleto como masculino basándose principalmente en la pelvis. El esqueleto no presentaba evidencias aparentes de enfermedad o lesiones curadas de por vida.
El esqueleto de la izquierda (SK 336) yace sobre su lado izquierdo frente a SK 335. Su edad se estima es de unos 30-35 años. Aunque la determinación del sexo es menos definitiva para este esqueleto, las pruebas sugieren que SK 336 también era un hombre. El individuo parecía haber estado sano en vida, y el esqueleto no tenía ninguna evidencia aparente de lesiones curadas de por vida. En el momento de la excavación, este esqueleto se identificó originalmente como femenino.
La pareja de esqueletos fue encontrada en una estructura similar a un cubo, sin más objetos que una losa de piedra bajo la cabeza de uno de los esqueletos. Murieron juntos alrededor del año 800 a. C., durante la última destrucción del Hasanlu. Ambos esqueletos carecen de indicios de lesiones cerca del momento de la muerte y posiblemente murieron por asfixia.
Las firmas isotópicas indican que la dieta de los residentes de Hasanlu era variada, incluyendo trigo, cebada, ovejas y cabras, y que los residentes de Hasanlu nacieron y crecieron en gran medida en la zona.
Algunos investigadores sostienen que el sensacionalismo sobre los Amantes de Hasanlu y otros posibles ejemplos de comportamientos no heteronormativos en el pasado son problemáticos.